# Nemanja Vico
Nemanja Vico (serbisch-kyrillisch Немања Вицо; * 19. November 1994 in Kotor, heute Montenegro) ist ein serbischer Wasserballspieler. Bei Olympischen Spielen gewann er mit der Nationalmannschaft eine Goldmedaille. 2018 war er Europameister.

## Sportliche Karriere
Der 1,91 Meter große Center spielte in der Jugend für Montenegro und nahm 2012 die serbische Staatsangehörigkeit an. Er spielte zunächst bei Primorac Kotor. Von 2012 bis 2016 studierte er in Belgrad und spielte für VK Partizan Belgrad, mit denen er zweimal serbischer Meister wurde. Danach war er als Profi in Griechenland und in Italien. 2024 spielte er wieder bei Primorac Kotor.
2015 nahm er mit der serbischen Studentenauswahl an der Universiade in Gwangju teil und belegte den vierten Platz. Ab 2016 spielte er in der Nationalmannschaft. 2018 siegte Serbien bei der Europameisterschaft in Barcelona nach Fünfmeterschießen im Finale gegen Spanien. Vico warf im Turnierverlauf drei Tore. 2019 belegte die serbische Mannschaft den fünften Platz bei der Weltmeisterschaft in Gwangju, nachdem sie im Viertelfinale gegen die Spanier verloren hatte.
Bei der Weltmeisterschaft 2022 unterlagen die Serben im Viertelfinale den Kroaten mit 12:14. Letztlich wurden die Serben Fünfte. Im Februar 2024 bei der Weltmeisterschaft in Doha verloren die Serben im Viertelfinale mit 13:15 gegen die Kroaten und belegten schließlich den sechsten Platz. Bei den Olympischen Spielen 2024 in Paris erreichte die serbische Mannschaft den vierten Platz in ihrer Vorrundengruppe. Nach Siegen über Griechenland mit 12:11 im Viertelfinale und das US-Team 10:6 im Halbfinale standen die Serben im Finale und trafen auf die Kroaten, die in der Vorrunde ebenfalls Gruppenvierte geworden waren. Serbien siegte im Endspiel mit 13:11 und gewann die dritte olympische Goldmedaille in Folge. Vico erzielte im Finale einen Treffer.